# Asphaltinella
Asphaltinella, fosilni rod zelenih alga čija porodična pripadnost još nije točno utvrđena. Postoje dvije priznate vrste.

## Vrste
1. Asphaltinella horowitzii B.Marnet & A.Roux - tipična
2. Asphaltinella peratrovichensis B.L.Mamet & S.Pinard